# Municipio de Black River (Arkansas)
El municipio de Black River (en inglés: Black River Township) es un municipio ubicado en el condado de Lawrence en el estado estadounidense de Arkansas. En el año 2010 tenía una población de 533 habitantes y una densidad poblacional de 8,96 personas por km².

## Geografía
El municipio de Black River se encuentra ubicado en las coordenadas 36°3′4″N 91°8′59″O / 36.05111, -91.14972. Según la Oficina del Censo de los Estados Unidos, el municipio tiene una superficie total de 59.48 km², de la cual 56,06 km² corresponden a tierra firme y (5,76 %) 3,42 km² es agua.

## Demografía
Según el censo de 2010, había 533 personas residiendo en el municipio de Black River. La densidad de población era de 8,96 hab./km². De los 533 habitantes, el municipio de Black River estaba compuesto por el 97,37 % blancos, el 0,38 % eran afroamericanos, el 0,19 % eran amerindios, el 0,19 % eran asiáticos y el 1,88 % eran de una mezcla de razas. Del total de la población el 0,75 % eran hispanos o latinos de cualquier raza.